# Zawór Schradera

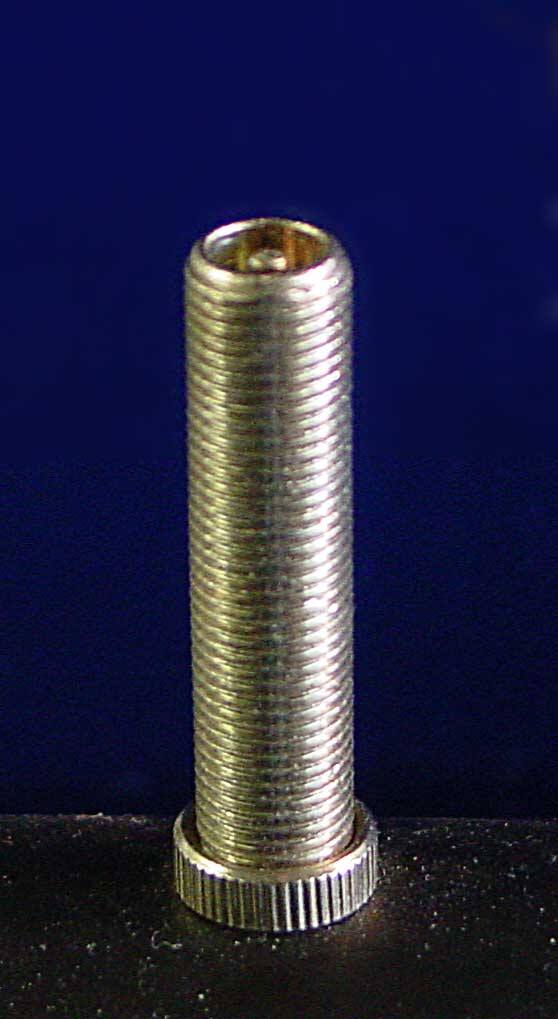
Zawór Schradera w dętce

Zawór Schradera (ang. Schrader valve) – rodzaj zaworu skonstruowanego przez Augusta Schradera i opatentowanego w Stanach Zjednoczonych w 1893 r., stosowany w części dętek rowerowych oraz w niemal wszystkich dętkach i felgach samochodowych – stąd też potocznie określany jako „wentyl samochodowy”, zwany również zaworem amerykańskim (ang. American valve lub AV).

## Budowa
Zawór ma postać metalowej rurki posiadającej wewnętrzny i zewnętrzny gwint. W środku osadzony jest wymienny rdzeń z dwiema uszczelkami i sprężyną dociskającą zawór. Jedyną widoczną na zewnątrz częścią tego mechanizmu jest centralnie umieszczona w otworze zaworu iglica, której wciśnięcie otwiera zawór.
Uzupełnieniem konstrukcji zaworu jest zakrywająca otwór wlotowy nakrętka ochronna. Pełni ona głównie funkcję zabezpieczenia przed zabrudzeniem, lecz może być też wyposażona w uszczelkę i stanowić tym samym dodatkowe uszczelnienie zaworu.
Nakrętka ochronna zaworu może być także wyposażona w klucz do wykręcania środka zaworu, w postaci charakterystycznej wypustki z wcięciem – ten rodzaj nakrętki potocznie bywa nazywany kaperką. W odróżnieniu od zwykłych nakrętek, ta najczęściej wykonana jest ze stali (nierdzewnej lub zabezpieczonej przed korodowaniem), tak aby zapewnić odpowiednią wytrzymałość mechaniczną niezbędną do wkręcania i wykręcania wentyla. Nakrętkę w tej właśnie postaci Schrader opatentował w 1896 roku.

## Działanie i zastosowania

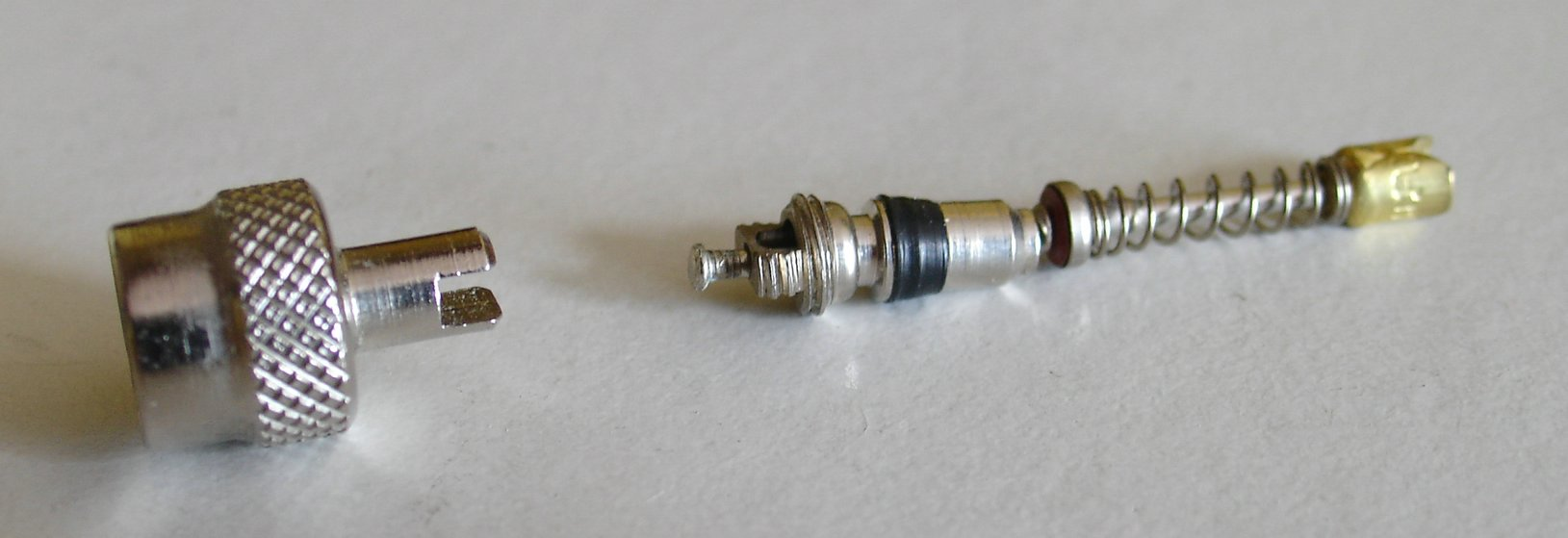
Rdzeń zaworu (po prawej) z nakrętką-kluczem do jego wykręcania

Zawór Schradera jest zaworem pneumatycznym. Najpowszechniej stosowany jest w motoryzacji, w dętkach i kołach bezdętkowych. Często występuje również w dętkach rowerów, jednak duża średnica (w porównaniu do zaworu Presta) ogranicza jego zastosowanie w wąskich lub tanich obręczach kół (większy otwór w obręczy osłabia ją). Za pośrednictwem zaworu Schradera pompowane są również rowerowe amortyzatory ze sprężyną powietrzną (wymagają specjalnej pompki umożliwiającej dokładne ustawienie ciśnienia) oraz małe zbiorniki hydroforowe.
Czynnikiem zamykającym zawór jest sprężyna, która przy prawidłowym osadzeniu rdzenia zaworu wewnątrz rurki powinna dociskać uszczelkę wylotową. Wysokie ciśnienie wewnątrz zaworu dodatkowo domyka go.
Iglica otwierająca zawór pozwala regulować ciśnienie panujące w zamykanym zbiorniku, jak również ułatwiać wtłaczanie powietrza. Wprawdzie pompowanie jest możliwe bez wciśnięcia iglicy, jednak jest wtedy znacznie utrudnione, ponieważ oprócz ciśnienia w zbiorniku trzeba pokonać także docisk sprężyny. Z tego powodu końcówki pompek lub sprężarek są skonstruowane tak, by otwierały przepływ po nałożeniu ich na zawór.